# Campionat d'Anglaterra de rugbi a 15 2019-2020
El Campionat d'Anglaterra de rugbi a 15 2019-2020 on els vigents campions són els Saracens que defensen el títol aconseguit fa dos anys, s'inicià el 18 d'octubre del 2019 i s'acabà el 24 d'octubre del 2020 amb la victòria del Exeter Rugbi enfront dels London Wasps. En raó de la violació del límit salarial, els Saracens van ser castigats de 105 punts sinònims de relegació a la segona divisió.

## Resultats
| Clubs              | BR      | BB      | ER      | GRFC    | H       | LT      | LI      | LW      | NS      | SS      | S       | WW      |
| ------------------ | ------- | ------- | ------- | ------- | ------- | ------- | ------- | ------- | ------- | ------- | ------- | ------- |
| Bath Rugby         |         | 13 – 19 | 13 – 10 | 31 – 20 | 19 – 12 | 13 – 10 | 34 – 17 | 23 – 27 | 22 – 13 | 16 – 14 | 12 – 25 | 40 – 15 |
| Bristol Bears      | 43 – 16 |         | 22 – 25 | 34 – 16 | 28 – 15 | 40 – 3  | 27 – 27 | 21 – 26 | 47 – 10 | 16 – 10 | 16 – 12 | 13 – 10 |
| Exeter Rugby       | 57 – 20 | 17 – 20 |         | 35 – 22 | 22 – 19 | 26 – 13 | 19 – 22 | 38 – 3  | 57 – 7  | 19 – 22 | 14 – 7  | 59 – 7  |
| Gloucester RFC     | 29 – 15 | 24 – 33 | 15 – 26 |         | 15 – 28 | 46 – 30 | 36 – 23 | 25 – 9  | 20 – 0  | 17 – 23 | 12 – 21 | 36 – 3  |
| Harlequins         | 27 – 41 | 22 – 17 | 34 – 30 | 23 – 19 |         | 30 – 30 | 15 – 29 | 23 – 32 | 30 – 17 | 16 – 10 | 41 – 14 | 14 – 19 |
| Leicester Tigers   | 16 – 38 | 31 – 18 | 22 – 31 | 16 – 13 | 26 – 32 |         | 13 – 7  | 18 – 9  | 28 – 24 | 31 – 40 | 10 – 24 | 14 – 8  |
| London Irish       | 10 – 38 | 7 – 36  | 28 – 45 | 24 – 20 | 15 – 38 | 36 – 11 |         | 26 – 36 | 3 – 27  | 7 – 41  | 12 – 40 | 25 – 40 |
| London Wasps       | 30 – 22 | 59 – 35 | 46 – 5  | 39 – 22 | 22 – 28 | 54 – 7  | 26 – 29 |         | 31 – 35 | 11 – 20 | 60 – 10 | 32 – 17 |
| Northampton Saints | 3 – 18  | 14 – 20 | 19 – 22 | 33 – 26 | 40 – 22 | 36 – 13 | 16 – 20 | 21 – 34 |         | 14 – 34 | 21 – 27 | 35 – 16 |
| Sale Sharks        | 22 – 37 | 40 – 7  | 22 – 32 | 16 – 18 | 48 – 10 | 36 – 3  | 39 – 0  | 28 – 18 | 22 – 10 |         | 24 – 17 | 0 – 20  |
| Saracens           | 17 – 17 | 47 – 13 | 40 – 17 | 36 – 20 | 38 – 24 | 24 – 13 | 16 – 13 | 18 – 28 | 25 – 27 | 36 – 22 |         | 61 – 5  |
| Worcester Warriors | 21 – 22 | 13 – 36 | 20 – 24 | 15 – 44 | 29 – 14 | 24 – 16 | 20 – 6  | 26 – 30 | 10 – 16 | 20 – 13 | 40 – 27 |         |

## Classificació
| Classificació general del Premiership | Classificació general del Premiership | Classificació general del Premiership | Classificació general del Premiership | Classificació general del Premiership | Classificació general del Premiership | Classificació general del Premiership | Classificació general del Premiership | Classificació general del Premiership | Classificació general del Premiership | Classificació general del Premiership | Classificació general del Premiership | Classificació general del Premiership | Classificació general del Premiership | Classificació general del Premiership | Classificació general del Premiership |
| Class.                                | Clubs                                 | Pts                                   | J                                     | G                                     | E                                     | P                                     | BO                                    | BD                                    | pf                                    | pc                                    | p±                                    | af                                    | ac                                    | a±                                    | Càstig                                |
| ------------------------------------- | ------------------------------------- | ------------------------------------- | ------------------------------------- | ------------------------------------- | ------------------------------------- | ------------------------------------- | ------------------------------------- | ------------------------------------- | ------------------------------------- | ------------------------------------- | ------------------------------------- | ------------------------------------- | ------------------------------------- | ------------------------------------- | ------------------------------------- |
| 1.                                    | Exeter Chiefs                         | 74                                    | 22                                    | 15                                    | 0                                     | 7                                     | 9                                     | 5                                     | 630                                   | 443                                   | 187                                   | 83                                    | 56                                    | 27                                    |                                       |
| 2.                                    | London Wasps                          | 71                                    | 22                                    | 14                                    | 0                                     | 8                                     | 12                                    | 3                                     | 662                                   | 497                                   | 165                                   | 81                                    | 58                                    | 23                                    |                                       |
| 3.                                    | Bristol Bears                         | 69                                    | 22                                    | 14                                    | 1                                     | 7                                     | 8                                     | 3                                     | 561                                   | 457                                   | 104                                   | 70                                    | 53                                    | 17                                    |                                       |
| 4.                                    | Bath Rugby                            | 67                                    | 22                                    | 14                                    | 1                                     | 7                                     | 7                                     | 2                                     | 520                                   | 457                                   | 63                                    | 59                                    | 56                                    | 3                                     |                                       |
| 5.                                    | Sale Sharks                           | 64                                    | 22                                    | 13                                    | 0                                     | 9                                     | 7                                     | 5                                     | 546                                   | 375                                   | 171                                   | 69                                    | 42                                    | 27                                    |                                       |
| 6.                                    | Harlequins                            | 51                                    | 22                                    | 10                                    | 1                                     | 11                                    | 6                                     | 3                                     | 517                                   | 560                                   | -43                                   | 63                                    | 63                                    | 0                                     |                                       |
| 7.                                    | Gloucester RFC                        | 46                                    | 22                                    | 8                                     | 0                                     | 14                                    | 9                                     | 5                                     | 515                                   | 513                                   | 2                                     | 72                                    | 55                                    | 17                                    |                                       |
| 8.                                    | Northampton Saints                    | 42                                    | 22                                    | 8                                     | 0                                     | 14                                    | 5                                     | 5                                     | 438                                   | 547                                   | -109                                  | 52                                    | 69                                    | -17                                   |                                       |
| 9.                                    | Worcester Warriors                    | 42                                    | 22                                    | 8                                     | 0                                     | 14                                    | 4                                     | 6                                     | 398                                   | 578                                   | -180                                  | 46                                    | 78                                    | -32                                   |                                       |
| 10.                                   | London Irish                          | 34                                    | 22                                    | 6                                     | 1                                     | 15                                    | 6                                     | 2                                     | 386                                   | 633                                   | -247                                  | 50                                    | 88                                    | -38                                   |                                       |
| 11.                                   | Leicester Tigers                      | 29                                    | 22                                    | 6                                     | 1                                     | 15                                    | 1                                     | 2                                     | 374                                   | 609                                   | -235                                  | 35                                    | 79                                    | -44                                   |                                       |
| 12.                                   | Saracens                              | -38                                   | 22                                    | 13                                    | 1                                     | 8                                     | 9                                     | 4                                     | 583                                   | 461                                   | 122                                   | 72                                    | 55                                    | 17                                    | 105                                   |

## Fase final
| Semifinals   | Semifinals | Semifinals    |
| ------------ | ---------- | ------------- |
| London Wasps | 47 – 24    | Bristol Rugby |
| Exeter Rugby | 35 – 6     | Bath Rugby    |

| Final        | Final   | Final        |
| ------------ | ------- | ------------ |
| Exeter Rugby | 19 – 13 | London Wasps |

| Exeter Rugby |